# Кипнис, Михаил Маркович
Михаил Маркович Кипнис (род. 27 мая 1941, Чернигов) — российский математик. Доктор физико-математических наук, профессор.

## Биография
В 1966 окончил механико-математический факультет МГУ. В 1966–1976 годах работал в Челябинском педагогическом институте на кафедре высшей, затем прикладной математики, с 1976 – на кафедре математического анализа. С 1996 возглавляет аспирантуру теоретической кибернетики.

### Сочинения
- Об одном свойстве пропозициональных формул // Докл. / АН СССР. 1967. Т. 174, № 2;
- Символическая и хаотическая динамика широтно-импульсной системы управления // Докл. / АН России. 1992. Т. 324, № 2;
- Применение дискретных уравнений в свертках для проверки устойчивости периодических процессов в широтно-импульсных системах // Автоматика и телемеханика. 1992. № 4.